# Relaciones Chile-Suazilandia
Las relaciones Chile-Suazilandia son las relaciones internacionales entre la República de Chile y el Reino de Suazilandia.

## Historia

### sigloXX
Las relaciones diplomáticas entre Chile y Suazilandia fueron establecidas el 25 de septiembre de 1978.

## Misiones diplomáticas
- La embajada de Chile en Sudáfrica concurre con representación diplomática a Suazilandia.[2]
- La embajada de Suazilandia en Estados Unidos concurre con representación diplomática a Chile.[2]